# Драчёв, Иван Афанасьевич
Иван Афанасьевич Драчёв (10 мая 1921, Туапсе, ныне Краснодарский край, Россия — 2 января 1989, Винни, Раквереский район, Эстонская ССР, СССР) — советский волейболист, волейбольный тренер. Заслуженный тренер СССР, Украинской ССР и Эстонской ССР.

## Биография
Иван Драчёв родился 10 мая 1921 года в Туапсе, а в Эстонии оказался перед началом Великой Отечественной войны во время службы на эсминце «Карл Маркс» Балтийского флота. 8 августа 1941 года эсминец был разбомблен немецкой авиацией на рейде в Локса. Драчёв вплавь добрался до берега, где ему и другим оставшимся в живых морякам оказали помощь местные жители.
После демобилизации Драчёв остался в Таллине, работал на «Балтийской мануфактуре», в 1953 году окончил вечернюю школу, в 1961 году — Ленинградский институт физической культуры им. П. Ф. Лесгафта.
Волейболом начинал заниматься под руководством Вальтера Мяги. В 1947 и 1953 годах становился чемпионом Эстонской ССР в составе «Калева», параллельно занимался тренерской работой в Таллинском политехническом институте. С 1950 года возглавлял женскую команду «Калев» (Таллин), с которой выиграл 9 титулов чемпиона Эстонской ССР (1952—1954, 1956, 1959—1963), руководил женской сборной республики на Спартакиадах народов СССР 1956, 1959 и 1963 годов.
В 1963 году возглавил мужскую команду «Калев», которую привёл к победе в чемпионате СССР (1968). С 1972 года работал на Украине — в днепропетровском «Автомобилисте» и ворошиловградской «Звезде». Был главным тренером мужской команды Эстонской ССР (1967, 1971) и Украинской ССР (1975) на Спартакиадах народов СССР.
В 1975—1981 годах вновь возглавлял «Калев». В 1980-е тренировал команду опорно-показательного совхоза-техникума в посёлке Винни, которую дважды (в 1983 и 1987 годах) приводил к победам в первенствах Эстонской ССР. Также работал с женской командой из Винни — трёхкратным бронзовым призёром первенств республики (1986—1988).
Иван Драчёв умер 2 января 1989 года, похоронен в Таллине на кладбище Лийва..

## Признание
- Заслуженный тренер СССР (1969);
- заслуженный тренер Эстонской ССР (1966);
- заслуженный тренер Украинской ССР (1974);
- член Зала славы НГУ им. П. Ф. Лесгафта.

## Семья
Дочь — Елена Ивановна Грознова (1947—2006). 
Сын — Дмитрий Иванович Драчёв (1949—2020) — волейболист, выступал за таллинский «Калев» и ростовский СКА, чемпион СССР (1968).